# Dilbert
Dilbert är en amerikansk tecknad serie skapad av Scott Adams, på svenska tidigare känd som "Herbert och Hundbert". Dilbert har publicerats sedan den 16 april 1989 och har resulterat i flera album och en TV-serie. Adams får många av sina idéer från läsare som skickar in historier och uppslag från verkligheten till honom.
Titelfiguren Dilbert är ingenjör som jobbar med diffusa arbetsuppgifter i ett kontor på ett stort och byråkratiskt företag. Chefen har makt men är inkompetent, de anställda är kompetenta men har ingen makt. De anställda lär sig att uppfinningsrikedom och spontanitet alltid bestraffas, och status quo bevaras till varje pris. En dråplig figur är den talande hunden Dogbert, Dilberts ständige följeslagare.

## Albylien
Albylien (i original Elbonia) är ett fiktivt "fjärde världen"-land som förekommer i den tecknade serien. Det mesta av landet är täckt av ett lerlager som når landets invånare till midjan. De flesta albylier har långt skägg (även kvinnorna), höga hattar och är vänsterhänta. Tekniken i Albylien är sedan länge föråldrad.